# Anastasio Cocco
Anastasio Cocco (Messina, 29 agosto 1799 – Messina, 26 febbraio 1854) è stato uno scienziato italiano.

## Biografia
Nato a Messina nel 1799. Ancor giovinetto, il padre, medico e letterato, lo indirizza verso gli studi classici; successivamente abbandona questi per dedicarsi agli studi scientifici, in special modo, si inizia a cimentare nello studio della matematica, della filosofia, della chimica, della botanica e della medicina; in questo periodo ebbe come precettori i fratelli messinesi Gioacchino ed Antonio Arrosto.
Trasferitosi a Napoli frequenta le lezioni di Domenico Cotugno, Giovanni Semmola, Vincenzo Lanza ed altri illustri medici partenopei, poco tempo dopo, l'improvvisa morte del padre, lo costringe a fare rientro a Messina.
Nel 1826, consegue, presso l'Università di Catania, la laurea in Medicina, l'anno successivo ottiene la cattedra di Materia Medica presso la Regia Accademia Carolina di Messina.
Nel 1831, segnalava a William Elford Leach, del British Museum, l'esistenza di una serie di caratteristici Crostacei nello Stretto di Messina, da lui individuati e descritti; sempre in quel periodo gli viene dedicato un pesce appena scoperto nel mare di Messina, il Microichthys coccoi.
Nel 1839 il Cocco viene designato a rappresentare l'Accademia Peloritana dei Pericolanti all'Adunanza degli scienziati italiani, tenutasi a Pisa, il medesimo incarico gli sarà rinnovato nel 1845 per l'Adunanza tenutasi a Napoli.
Nel campo della medicina, egli fu autore di un insegnamento sulla farmacologia e di alcuni studi su particolari operazioni di litotrisia e sulle malattie epidemiche.
Purtroppo, le sue lezioni di farmacologia, che aveva iniziato a stilare sulla scorta di numerose ed accurate osservazioni ed esperienze, rimasero incomplete e, oggi, risultano perdute.
Anastasio Cocco muore a Messina il 26 febbraio 1854, gli succede, come titolare della sua cattedra il prof. Santi Scarcella (1817-1878).

## Opere
- Sull'origine, progressi e utilità della botanica, Messina 1819;
- Orazione per lo stabilimento della flora messinese di piante artificiali in rilievo, ibid. 1825;
- Della necessità delle scienze fisiche e naturali per lo studio della farmacologia, Palermo 1829;
- Su di alcuni crustacei de' mari di Messina, Messina 1832;
- Su di alcuni pesci de' mari di Messina, ibid. 1833;
- Elogio di G. Arrosto, ibid. 1835;
- Sull'uso terapeutico del pipernino nella cura delle febbri periodiche, ibid. 1836;
- Su di alcuni Salmonidi del mar di Messina, ibid. 1838;
- Rassegna alle notizie storiche sulla vita e le opere di Filippo Ingrassia di Regalbuto, scritte per A. Insegna, ibid. 1843;
- Sull'utilità del disegno nella clinica medica, Messina 1843;
- Indice ittiologico del mar di Messina, Napoli 1845;
- Su due mostruosità(peloria)della Linaria reflexa, Messina 1846;
- Elogio del prof. A. Arrosto, ibid. 1849;
- Intorno ai bagni termo-minerali di Termini Castroreale, Palermo 1853.

Fu anche autore di scritti letterari:
- "Maria de' Ricci", dramma in cinque atti scritto nel 1824;
- Raccolta di Epigrafi (inedita).